# Parti communiste tibétain
Pour l’article homonyme, voir Parti communiste tibétain (Dharamsala).
Le Parti communiste tibétain fut créé en 1939 par Phuntsok Wangyal et Ngawang Kesang, dans le Kham, province orientale du Tibet. 
En 1939, dix ans avant la prise de pouvoir du Parti communiste chinois de Mao Zedong en Chine, Phuntsok Wangyal fonde le Parti communiste tibétain alors qu’il est encore à l'école dans le Kham, province orientale du Tibet. 
La stratégie du Parti communiste tibétain sous sa direction pendant les années 1940 est double : Organiser les éléments progressistes parmi les étudiants et l'aristocratie du Tibet politique pour mettre en place un programme de modernisation et de réforme démocratique, tout en soutenant une lutte de guérilla pour renverser dans le Kham le régime de Liu Wenhui, un des seigneurs de la guerre chinois aligné sur le Guomindang. Son but est un Tibet indépendant unifié, et la transformation fondamentale de sa structure sociale féodale alors dominée par la théocratie. 
Il est expulsé de Lhassa en 1949 par le Gouvernement du Tibet. En 1949, pour rejoindre la guérilla des communistes chinois, Phünwang doit fusionner son Parti communiste tibétain avec le Parti communiste chinois de Mao Zedong à la demande des militaires chinois, et donc abandonner son projet d'un Tibet communiste indépendant auto-gouverné.
Dans les années 1950, il joue un rôle administratif important dans l'organisation du parti à Lhassa et devient le traducteur du jeune Tenzin Gyatso (14e dalai-lama) pendant les célèbres réunions de ce dernier avec Mao Zedong en 1954-1955. Phünwang est le responsable tibétain le plus haut placé du Parti communiste tibétain. Il parle chinois mandarin couramment et il est habitué à la culture chinoise. Bien qu'il soit dévoué au socialisme et au Parti communiste, l'engagement profond de Phünwang pour le bien-être des Tibétains le rend soupçonnable aux yeux de ses puissants collègues. En 1958 il est mis au secret. Trois ans plus tard, il est mis en cellule d'isolement dans la prison de Qincheng à Pékin et y reste pendant 18 années. 
Il a publié une biographie en anglais, où il insiste particulièrement sur la nécessité de mieux faire connaître les intérêts du peuple tibétain.